# Forças de Operações Especiais da Bielorrússia
As Forças de Operações Especiais da Bielorrússia (russo: Силы специальных операций Вооружённых сил Республики Беларусь, abrev.: ССО ВС РБ; bielorrusso: Cілы спецыяльных аперацый Узброеных Сіл Рэспублікі Беларусь, abrev.: ССА УС РБ) é um ramo altamente móvel das Forças Armadas da República da Bielorrússia, criado em 2 de agosto de 2007. São as sucessoras das Forças Aerotransportadas da URSS e das Forças Especiais do GRU da URSS na República da Bielorrússia. Tarefas principais: atividades de contra-sabotagem, reconhecimento, combate a formações armadas ilegais, realizando várias tarefas usando métodos especiais para encerrar o conflito armado contra a República da Bielorrússia. São um dos principais elementos de dissuasão estratégica.